# Tirupur
Tirupur (en tamil: திருப்பூர் ) es una localidad de la India capital del distrito de Tirupur, estado de Tamil Nadu.

## Geografía
Se encuentra a una altitud de 301 m.s.m. a 459 km de la capital estatal, Chennai, en la zona horaria UTC +5:30.

## Demografía
Según una estimación de 2010 contaba con una población de 463 998 habitantes.